# Arquitectura coreana

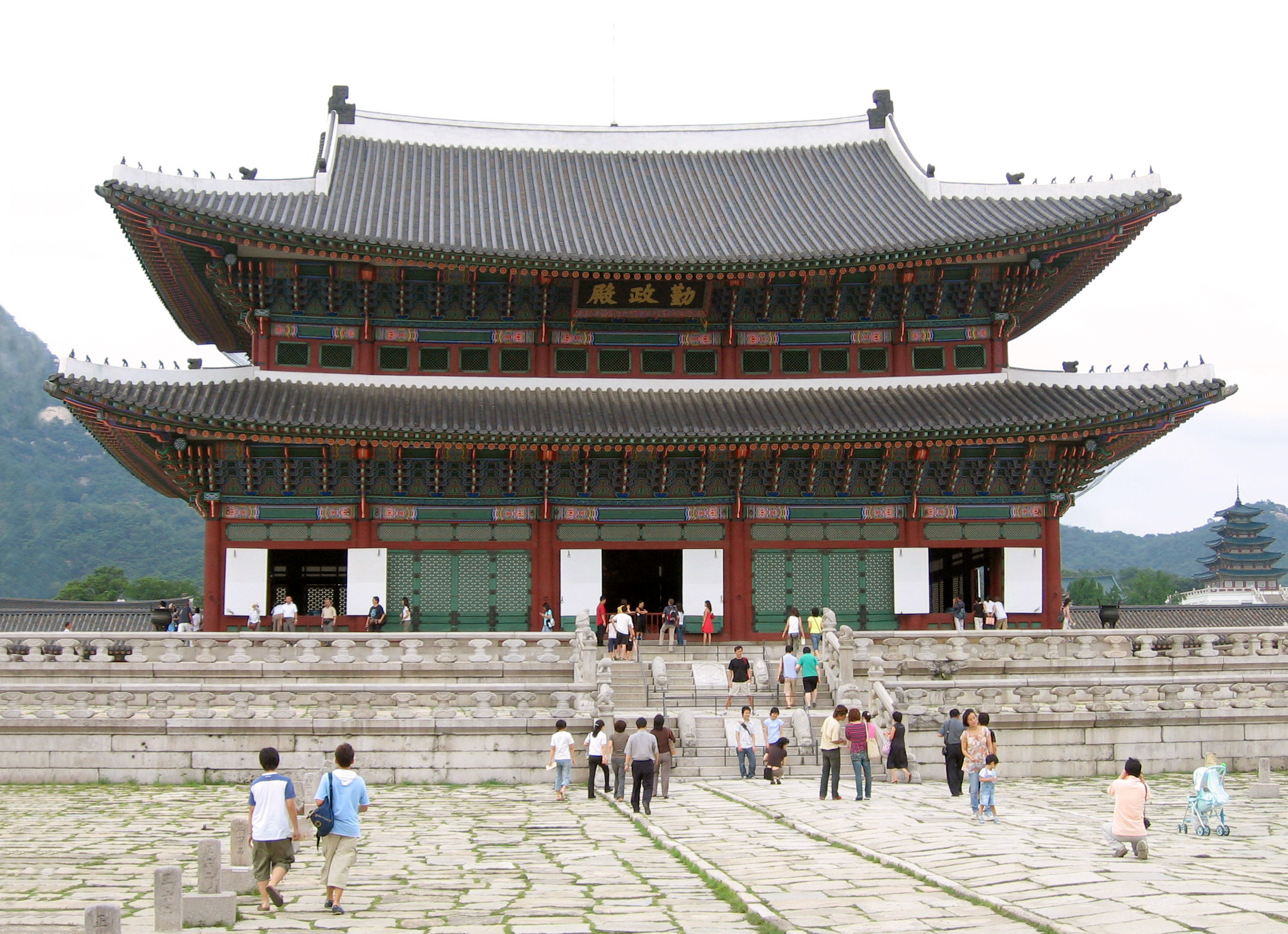
Entrada al Palacio Gyeongbukgung.

Arquitectura coreana: (En Coreano: 한국건축) hace referencia a las construcciones y estilos arquitectónicos desarrollados en Corea a través de varios reinos que habían desarrollo de un estilo único con influencia del budismo y el confucianismo coreano desde el año c. 30000 a. C. hasta la actualidad.

## Introducción
Las construcciones, por lo general, se asientan en cimientos de piedra y se levantan hasta un techo curvo cubierto de tejas, que se halla sostenido por una estructura de consola y apoyado en postes.  Las paredes están hechas de tierra (adobe), aunque a veces estas construcciones están totalmente compuestas de puertas de madera movibles. La arquitectura se construye de acuerdo a la unidad k'a, la distancia entre dos postes (alrededor de 3,7 metros), y está diseñada de modo que siempre hay un espacio de transición entre el interior y el exterior.

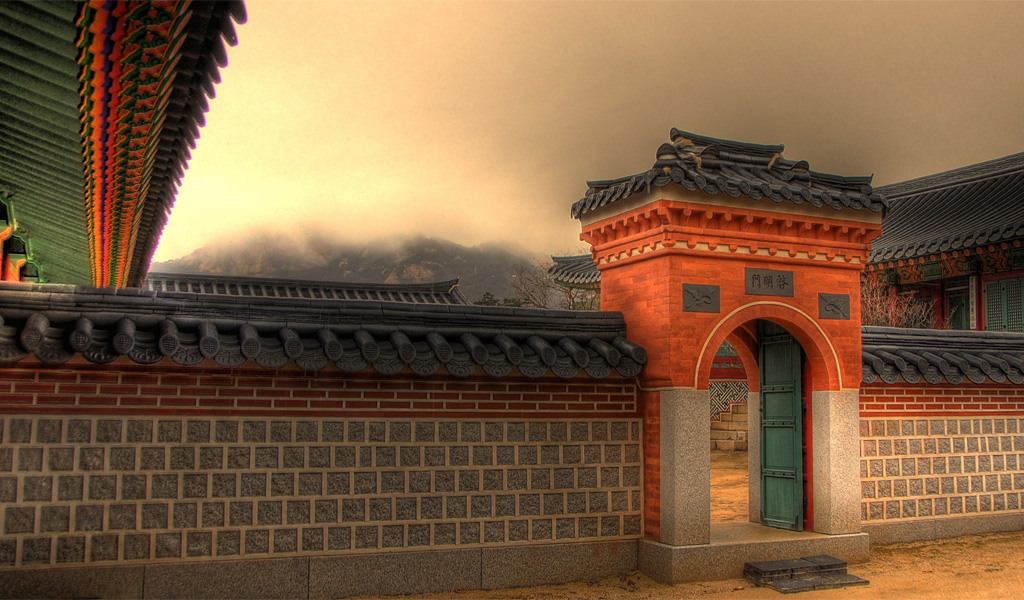
Puerta interior del recinto del Palacio Gyeongbok, Corea del Sur.

La consola, o estructura de soporte, es un elemento arquitectónico específico que ha sido diseñado de diversas maneras a través del tiempo. El sistema de soporte sencillo ya estaba en uso durante el reino Goguryeo (37 a. C.-668 d. C.), en los palacios de Pionyang, por ejemplo; una versión curva con los soportes colocados solo en las cabezas de las columnas del edificio, fue elaborado durante la primera dinastía Goryeo (Koryo) (918-1392). El Salón de Amita del templo Pusok en Antong es un buen ejemplo. Más tarde (desde mediados del período Koryo a principios de la dinastía Joseon) un sistema de varios soportes o un sistema de juego inter-bracket-columnar, se desarrolló bajo la influencia de la dinastía mongol Yuan (1279-1368). En este sistema, las consolas también se colocaron en las vigas horizontales transversales. La Puerta de Namdaemun de Seúl, el principal tesoro nacional de Corea, es quizás el ejemplo más emblemático de este tipo de estructura.

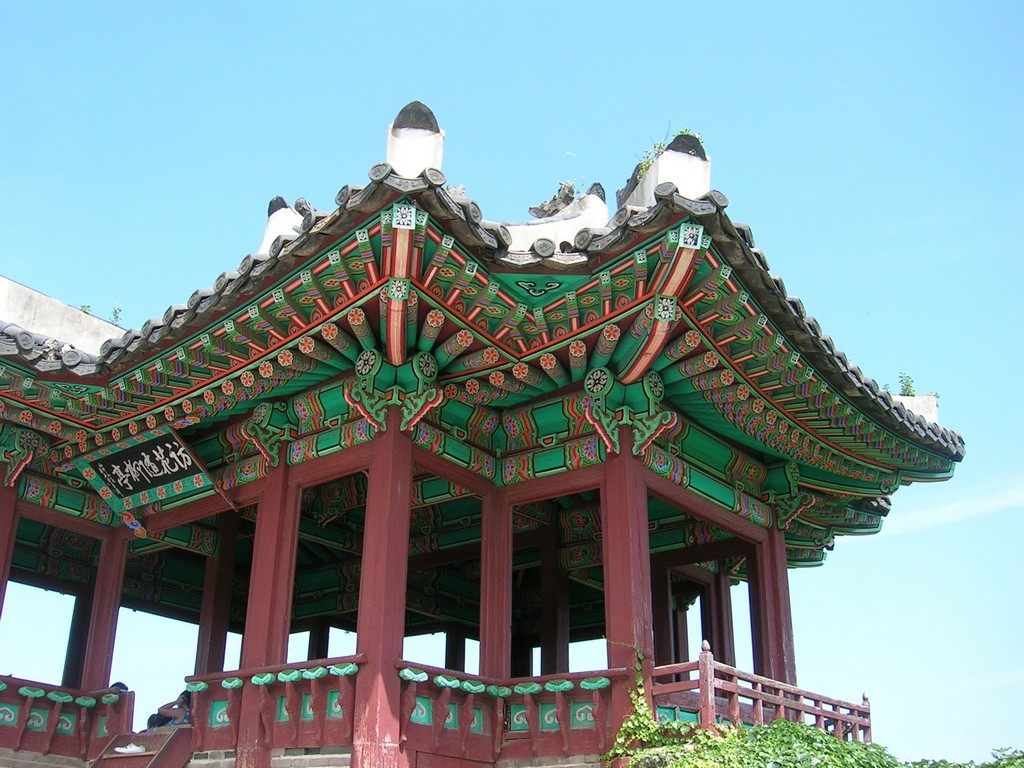
DongbukGakru la Fortaleza de Hwaseong.

En el período de mediados de Joseon surgió el soporte en forma de ala, como el del Salón Yongnyongjon de Jongmyo (Seúl) que, según algunos autores, era el más adecuado para la península por la mala situación económica que resultó de las invasiones sucesivas. Los soportes Multicluster solo se usaron en los edificios de importancia como palacios o templos (Tongdosa, por ejemplo). El confucianismo coreano también dio lugar a soluciones más sobrias y sencillas.

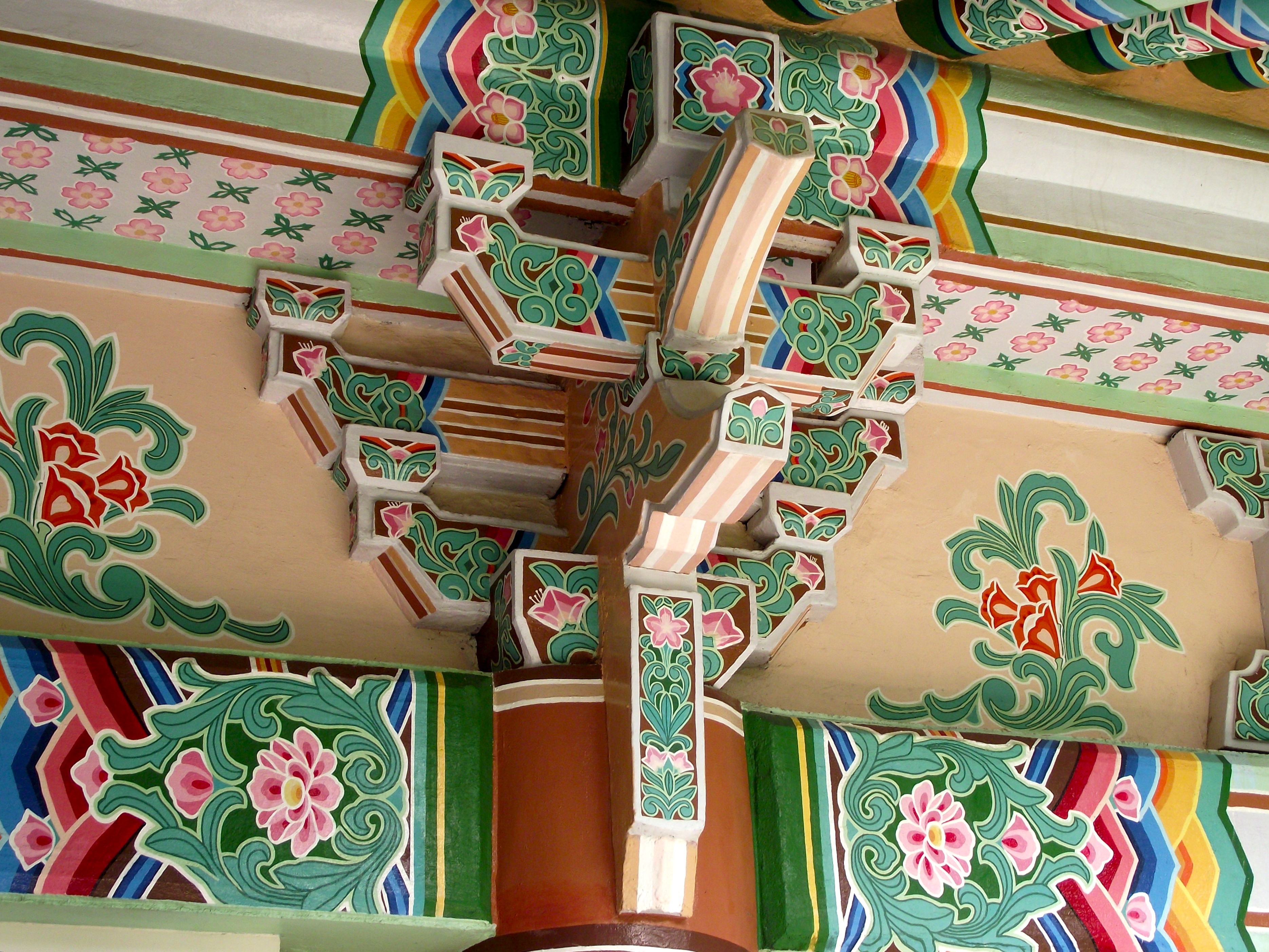
Sala de exposiciones de la amistad internacional en el monte Myohyang, Corea del Norte.

## Arquitectura histórica

### Arquitectura prehistórica

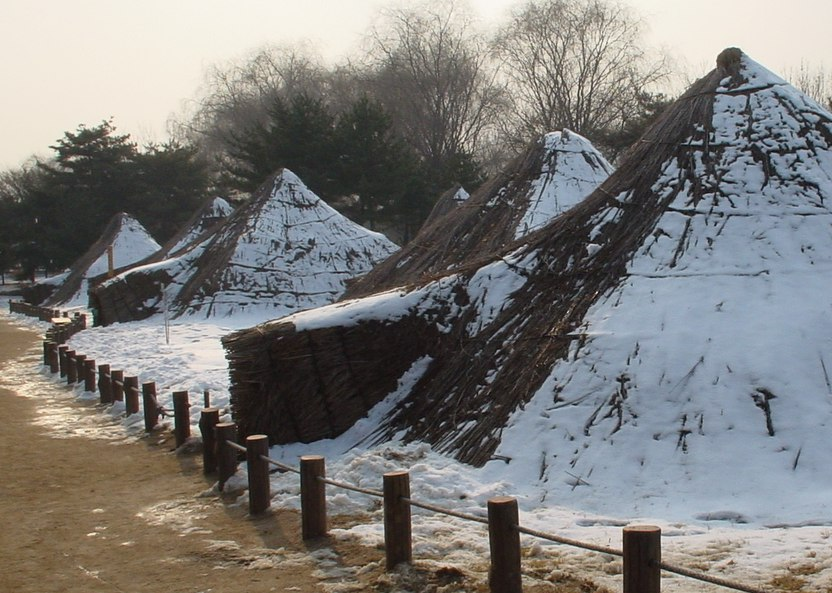
Reconstruidos período Neolítico-cabañas en Amsa-dong, Gangdong-gu, Seúl, Corea del Sur.

En el Paleolítico, los primeros habitantes de la península de Corea usaron cuevas, abrigos y refugios portátiles. Los restos de un refugio portátil que data de 30000 a. C, fueron excavados en el sitio Seokjang-ri en el sur de la provincia de Chungcheong. Los primeros ejemplos de arquitectura de casa-pozo son del Período de Cerámica Jeulmun. Pronto, las casas-pozo tuvieron características básicas, tales como chimeneas, pozos de almacenamiento y el espacio para trabajar y dormir.
Se construyeron casas de troncos mediante la fijación de estos horizontalmente uno encima del otro. Los intersticios entre los troncos se llena con arcilla para mantener el viento fuera. Casas similares todavía se encuentran en las zonas montañosas como en la provincia de Gangwon-do.
Se cree que las casas elevadas, que probablemente se originaron en las regiones del sur, primero fueron construidas como casas de almacenamiento para almacenar granos fuera del alcance de los animales y para mantenerlos frescos. Este estilo todavía sobrevive en los pabellones de dos pisos y gradas mirador construido en parcelas de melón y huertos en el área rural del país.
En el período Mumun, los edificios eran viviendas pozo con paredes de adobe y barro y techos de paja de piso elevado. La arquitectura de pisos elevados apareció por primera vez en la península coreana en el Mumun Medio, c. 850-550 a. C.
Megalitos, a veces llamados Dólmenes, son los entierros de personas importantes y prestigiosos del Periodo Cerámica Mumun (1500-300 a. C.). Se han encontrado en gran número y, junto con enterramientos hechos de piedra de cista, los megalitos son los principales ejemplos de arquitectura funeraria en la Mumun. Hay tres tipos de megalitos:
1. el tipo del sur, que es bajo y muchas veces una simple losa con piedras de apoyo
2. el tipo del norte, que es más grande y en forma muy similar a una mesa
3. el tipo de culminación, que tiene un coronamiento, sin piedras de apoyo. La distribución de los dólmenes implicaría cierta relación con otras culturas globales megalíticas.

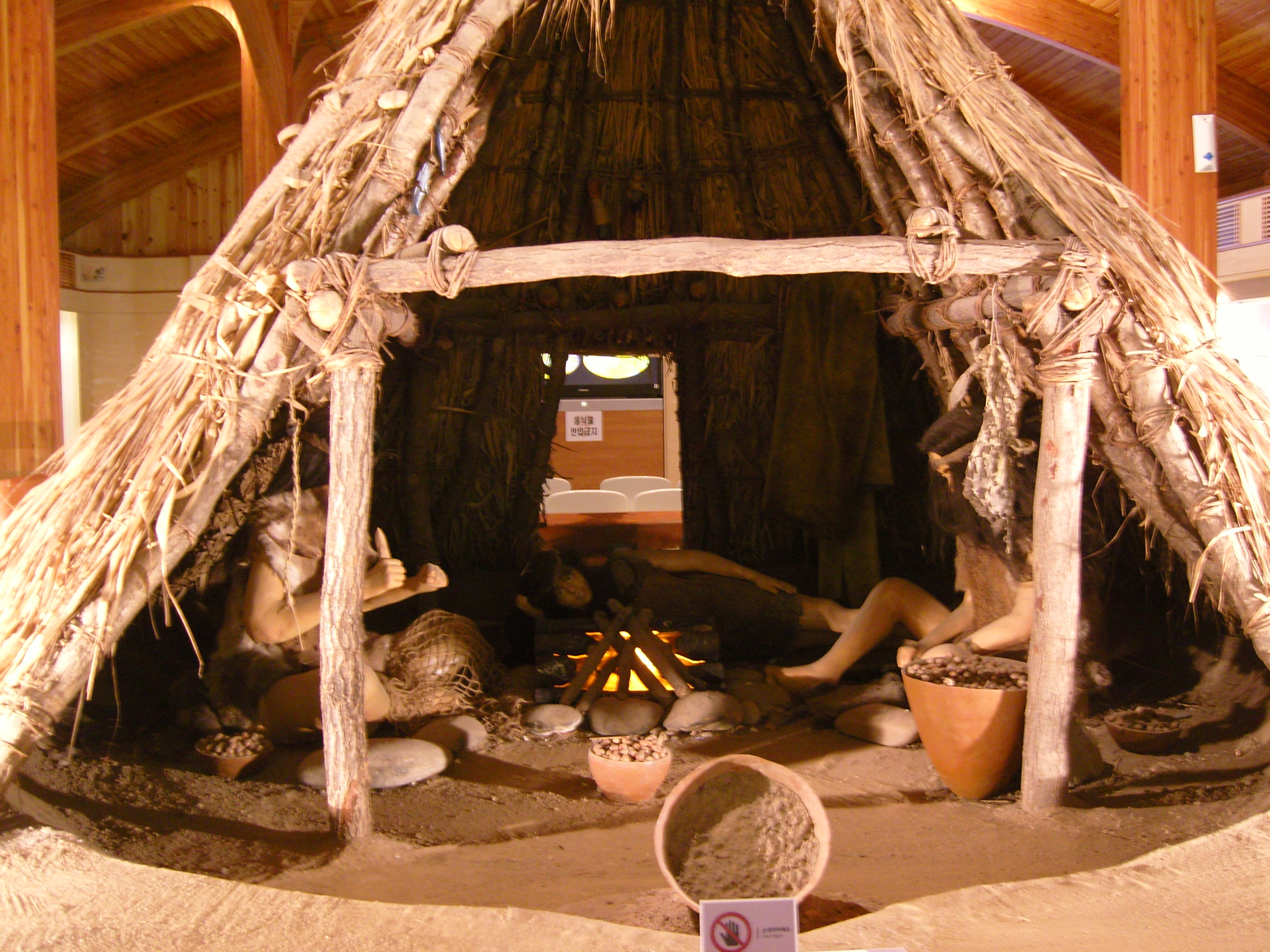
Modelo
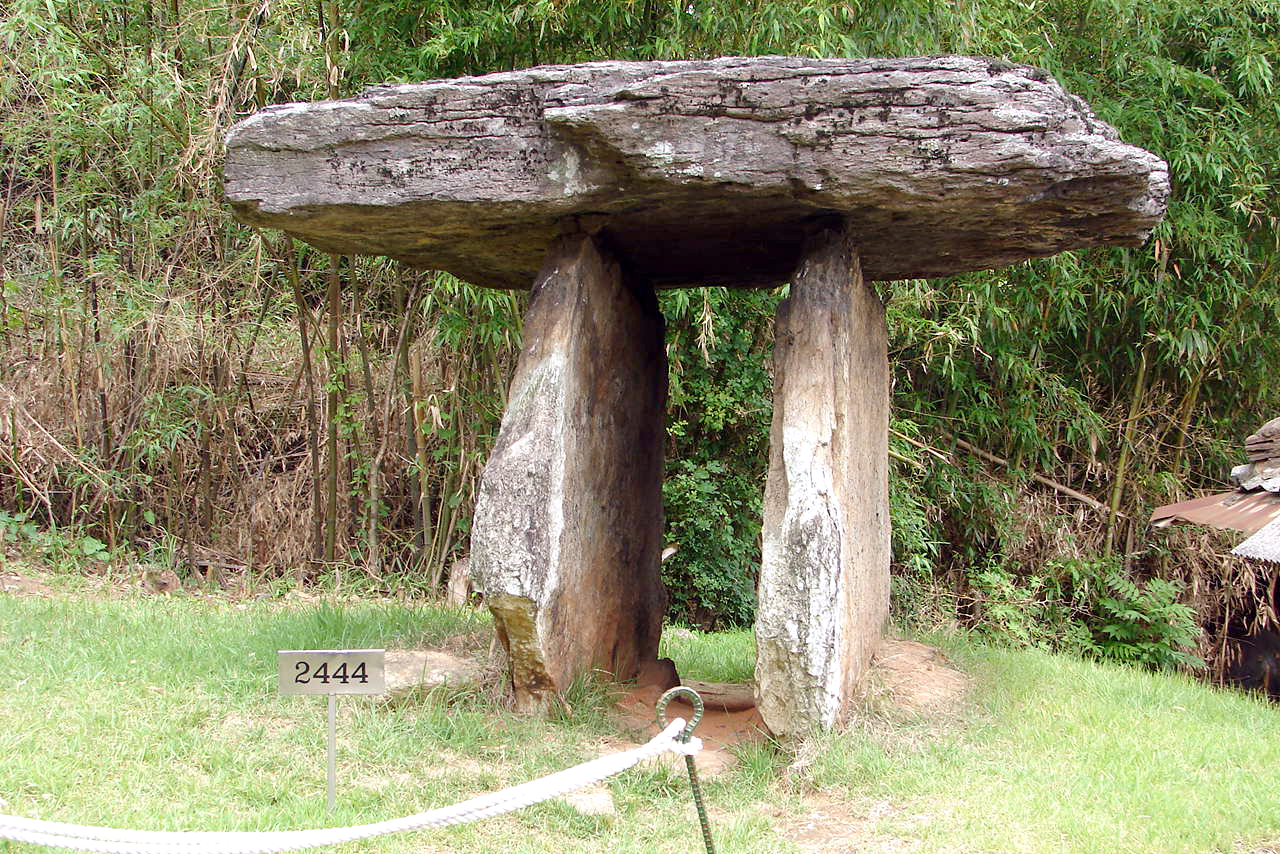
Gochang Dolmen.
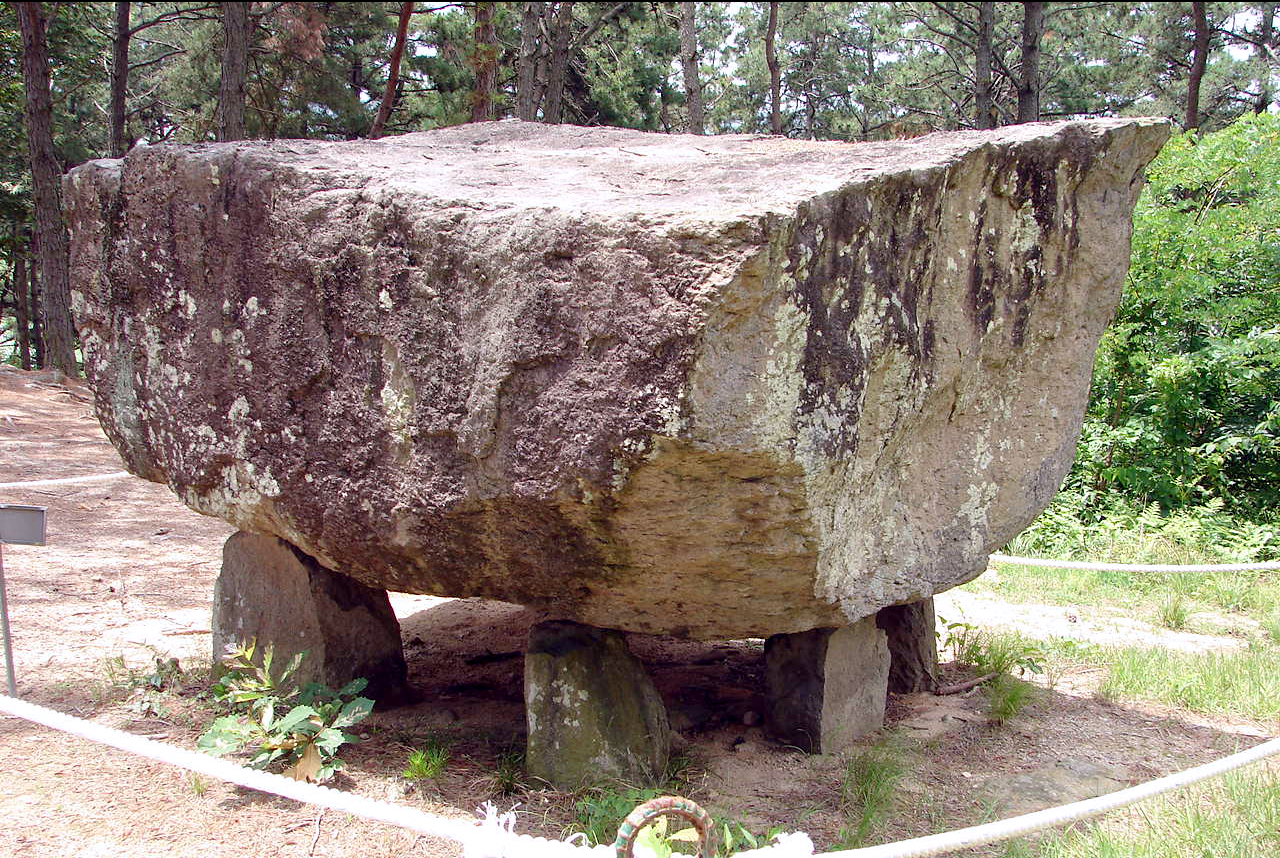
Gochang Dolmen.

### Período Proto-Tres Reinos (c.SigloI-IIa.C. asigloII-IIId.C.)
Es una subdivisión de lo que tradicionalmente se llama el Período de los Tres Reinos de Corea y cubre los primeros tres siglos de la Era Común. La evidencia arqueológica de ondol ( Hangul : 온돌), el sistema de calefacción de paneles de piso coreano, se encontró en los restos arquitectónicos del período protohistórico temprano . 
Según el texto chino Sanguo Zhi , registró la existencia de tres tipos de viviendas prehistóricas en Corea: casas de pozo, casas de troncos y casas elevadas. Sin embargo, solo se han identificado los restos de las casas de pozo. Las casas de pozo consistían en un pozo de 20 a 150 cm de profundidad y una superestructura de hierba y arcilla sostenida por un marco similar a un trípode hecho de madera para brindar protección contra el viento y la lluvia. Las casas de pozos del período Neolítico tenían pozos circulares u ovalados de unos 5 a 6 metros de diámetro con un hogar en el centro. La mayoría de los primeros estaban ubicados en colinas. A medida que estas viviendas se acercaban a los ríos, los pozos adquirieron una forma rectangular y más grande, con dos fogones separados.  En el 108 a. C., los chinosLas comandancias se establecieron después de la destrucción de Gojoseon . Los edificios oficiales de este período se construyeron con madera y ladrillo y se techaron con tejas que tenían las características de la construcción china.

### Período de los Tres Reinos (c.SigloIa.C.-668)

#### Arquitectura común
En el Período de los Tres Reinos, algunas personas vivían en casas de pozos mientras que otras vivían en edificios de piso elevado. Por ejemplo, el asentamiento Hanseong ( Hangul : 한성, 漢城; una parte oriental de Seúl y una parte occidental de la ciudad de Hanam en la provincia de Gyeonggi) Baekje de Seongdong-ri en la provincia de Gyeonggi contenía solo pozos,  mientras que el asentamiento de Silla de Siji-dong en Greater Daegu contenía solo arquitectura de piso elevado

#### Arquitectura de fortaleza
Goguryeo , el reino más grande entre los Tres Reinos de Corea , es famoso por sus fortalezas de montaña construidas horizontal y verticalmente a lo largo de la pendiente de las laderas. Una de las fortalezas de Goguryeo mejor conservadas es la fortaleza de Baekam (白巖城) construida antes del siglo VI en el actual suroeste de Manchuria. Un historiador chino señaló: "A la gente de Goguryeo le gusta construir bien sus palacios". Azulejos estampados y sistemas de soportes adornados ya estaban en uso en muchos palacios en Pionyang, la capital, y otras ciudades-fortaleza en lo que ahora es Manchuria 

#### Arquitectura real

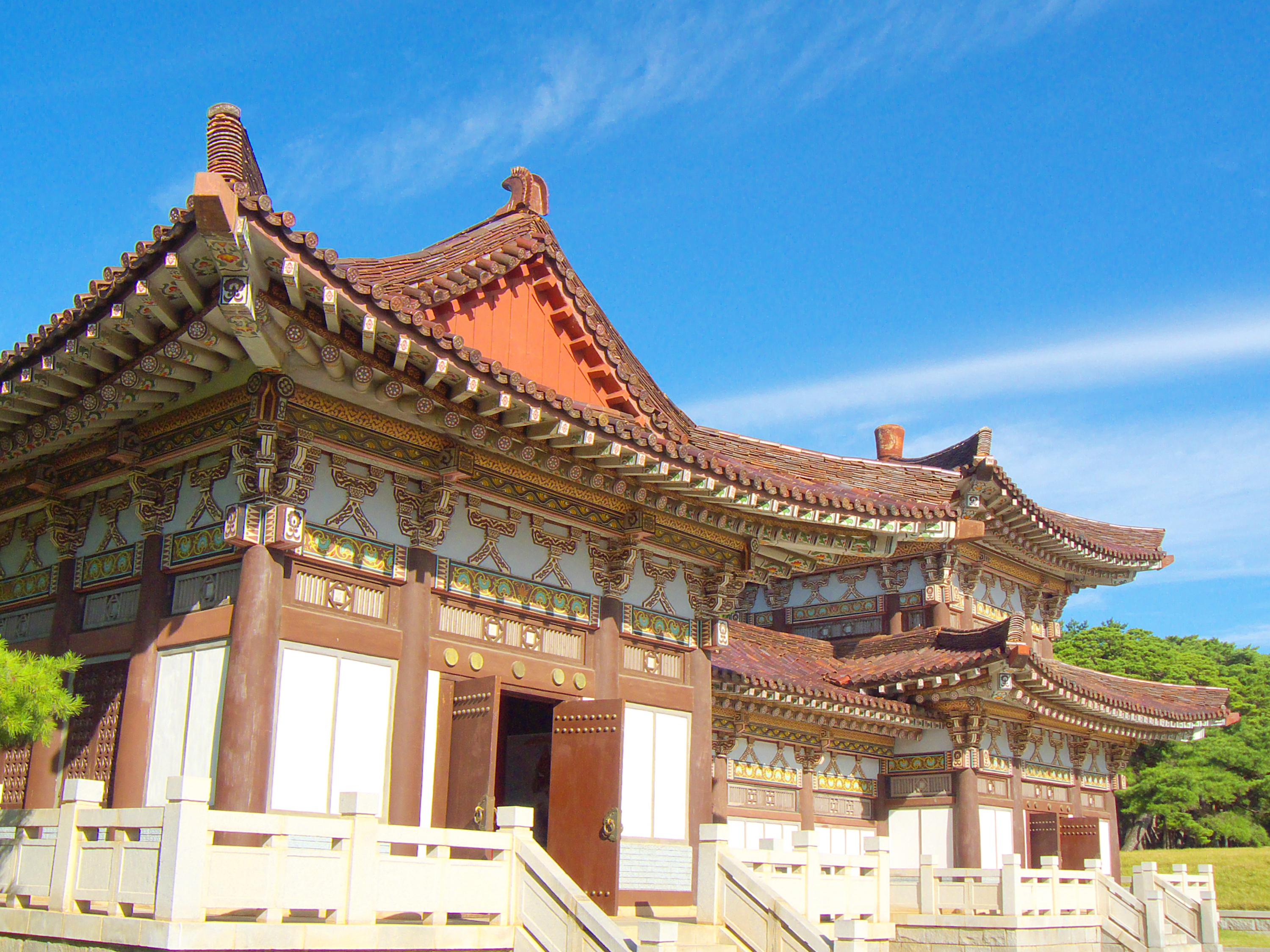
Conjunto de tumbas de Koguryo, Corea del Norte.

Se registra que muchos palacios se construyeron en Baekje. Se pueden encontrar algunos rastros de ellos tanto en Busosanseong, el tercer palacio de este reino, como en el sitio del estanque Gungnamji, que se menciona en el Samguk sagi (Historia de los Tres Reinos). Gungnamji significa "estanque en el sur del palacio"
La arquitectura mortuoria del Período de los Tres Reinos era de escala monumental. Por ejemplo, en Goguryeo se desarrollaron dos tipos diferentes de arquitectura mortuoria durante este período: un tipo de entierro es una pirámide escalonada hecha de piedra, mientras que otro es un gran montículo de tierra. El entierro en el montículo de Cheonmachong es un ejemplo del estilo monumental de la arquitectura mortuoria en la antigua capital de Silla en Gyeongju .
Los murales en las tumbas que datan de Goguryeo también revelan mucho sobre la arquitectura de ese período, ya que muchos de ellos representan edificios que tienen pilares con éntasis llamados baeheulimgidong (배흘림기둥) en coreano. Muchos tienen capiteles encima de ellos. Los murales revelan que las estructuras de soportes de madera y los colores de las vigas, todas características de las estructuras coreanas posteriores, ya estaban en uso en ese momento.

Corea también tiene un rico patrimonio arquitectónico de tumbas y construcción de murallas. La tumba de ladrillo del rey Muryong (501–523 d. C.) destaca por su techo abovedado y su construcción en arco

#### Arquitectura mortuoria
La arquitectura mortuoria del Período de los Tres Reinos era de escala monumental. Por ejemplo, en Goguryeo se desarrollaron dos tipos diferentes de arquitectura mortuoria durante este período: un tipo de entierro es una pirámide escalonada hecha de piedra, mientras que otro es un gran montículo de tierra. El entierro en el montículo de Cheonmachong es un ejemplo del estilo monumental de la arquitectura mortuoria en la antigua capital de Silla en Gyeongju .
Los murales en las tumbas que datan de Goguryeo también revelan mucho sobre la arquitectura de ese período, ya que muchos de ellos representan edificios que tienen pilares con éntasis llamados baeheulimgidong (배흘림기둥) en coreano. Muchos tienen capiteles encima de ellos. Los murales revelan que las estructuras de soportes de madera y los colores de las vigas, todas características de las estructuras coreanas posteriores, ya estaban en uso en ese momento.
Corea también tiene un rico patrimonio arquitectónico de tumbas y construcción de murallas. La tumba de ladrillo del rey Muryong (501–523 d. C.) destaca por su techo abovedado y su construcción en arco

### Período de los estados del norte y del sur (698–926)
El Período de los Estados del Norte y Sur (698–926) se refiere al período de la historia de Corea cuando Silla y Balhae coexistieron en la parte sur y norte de Corea, respectivamente.

#### Silla tardía (668–935)

##### Arquitectura religiosa
Los planos de los templos budistas se caracterizaron por dos pagodas frente al salón principal central en un diseño simétrico en el eje norte-sur con otros edificios. El Templo Bulguksa , construido sobre una plataforma de piedra al pie del monte Toham cerca de Gyeongju, es el templo más antiguo existente en Corea. El templo se fundó por primera vez a principios del siglo VI y se reconstruyó y amplió por completo en 752. La plataforma y los cimientos originales se han mantenido intactos hasta el presente, pero los edificios de madera existentes se reconstruyeron durante la dinastía Joseon.
El trabajo de piedra de la plataforma de dos pisos exhibe un excelente sentido de organización arquitectónica y métodos de construcción avanzados. Dos pagodas de piedra se alzan frente a la sala principal del templo. El Seokgatap más simple ubicado a la izquierda del patio representa la manifestación de Buda en una calma trascendente. Tiene tres pisos con dos capas de pedestal y una altura total que alcanza unos veinticinco pies. La pagoda consta de simples losas de pedestal sin decoración y una estupa de tres pisos, cada una de las cuales tiene cinco aleros escalonados y techos truncados. Estas características constituyen una forma típica de las pagodas de piedra coreanas.
A la derecha del patio, el complejo Dabotap representa la manifestación de Buda en un universo diversificado, y es único en Corea, además de Asia. Con una altura de treinta y cinco pies, esta pagoda tiene un pedestal con una escalera a cada lado, cuatro pisos principales con balaustrada y se caracteriza por la secuencia final de corona, bola y plato. El motivo de diseño de la flor de loto es evidente en las molduras y otros detalles de la pagoda.
El santuario de la cueva de roca de Seokguram se encuentra en la cima del monte Toham. Fue construido por el mismo maestro arquitecto del Templo Bulguksa y construido alrededor de la misma época. Este santuario de la cueva fue construido artificial y hábilmente con bloques de granito y cubierto con un montículo de tierra en la parte superior para dar la apariencia de un paisaje natural. El santuario cuenta con una antesala rectangular revestida con grandes losas de piedra talladas con las figuras de los protectores del budismo a cada lado de las paredes y en el pasillo de entrada a la cámara principal. La cámara principal circular cubierta por un elegante techo abovedado y rodeada por paneles de pared de piedra tallada que representan a los Boddhisattvas y los diez discípulos. La elegante estatua de Buda sobre un pedestal de loto en el centro es la característica dominante de la cámara.
Los santuarios de cuevas rocosas no son raros en Asia, pero pocos de estos santuarios y esculturas revelan un nivel tan alto de arte. Ninguno es tan completo religiosa y artísticamente en el diseño general como los de Seokguram.

##### Arquitectura real
La arquitectura de United Silla se define como del siglo VII al siglo X. Después de la unificación de la península de Corea en el reino de Silla Unida, las instituciones de Silla Coreana se transformaron radicalmente. United Silla absorbió la cultura completamente madura de la dinastía Tang en China y, al mismo tiempo, desarrolló una identidad cultural única . Se introdujeron nuevas sectas budistas de los T'ang y floreció el arte budista . Fue un período de paz y avance cultural en todos los campos de las artes.
La arquitectura floreció en la capital real de Gyeongju, aunque casi todos los rastros de la antigua gloria han desaparecido en la actualidad. La ciudad tenía cerca de 200.000 habitantes en su apogeo y estaba ubicada estratégicamente en el cruce de dos ríos y tres montañas que rodean una cuenca fértil de unos 170 km 2 de superficie. El área urbana de la ciudad se desarrolló y expandió en tres etapas. En la segunda etapa, cuando el Templo Hwangnyongsa estaba ubicado en el centro, la región se convirtió en una red cuadriculada de patrones de caminos con calles anchas.
Uno de los sitios del Palacio está marcado por el lago artificial de Anapji con muros de contención de piedra que delimitan la ubicación del antiguo edificio. El distrito residencial de los nobles en la ciudad estaba compuesto por grandes casas que se construyeron de acuerdo con el código de construcción que otorgaba privilegios a los nobles, pero prohibía a los plebeyos. Azulejos de muchas ruinas de los edificios se encontraron por todas partes. De los que aún están intactos, muestran un diseño elegante y lleno de gracia.

### Baljæ o balhae
La naturaleza compuesta del arte del Reino de Balhae de Corea del Norte (698–926) se puede encontrar en las dos tumbas de las princesas de Balhae. Se muestran algunos aristócratas, guerreros, músicos y sirvientas del pueblo Balhae, que están representados en la pintura mural de la Tumba de la Princesa Jeonghyo, una hija del Rey Mun (737-793), el tercer monarca del reino. Los murales mostraban la imagen del pueblo Balhae en su totalidad. El mausoleo de la princesa Jeonghyo (hangul: 정효공주묘, chino: Zhēnxiào Gōngzhǔ mù 贞孝公主墓), realizado en 793 por la gente del antiguo reino de Balhae,  contiene, entre otras cosas, el primer completo descubierto y detallado murales realizados por artistas de Balhae y, por lo tanto, proporciona información valiosa a los historiadores.
El mausoleo originalmente tenía una pagoda funeraria hecha de ladrillo y losas de piedra, además de un túmulo .  Solo quedan los cimientos de la pagoda, que muestran que originalmente era cuadrada, con unas medidas de 5,50x5,65 m.  Debajo de la pagoda funeraria y el túmulo, el entierro de la princesa constaba de un pasaje de entrada, la entrada de la tumba, un pasaje interno y una cámara funeraria. La cámara funeraria es subterránea y fue excavada en octubre de 1980.  La cámara funeraria medía 2,10 x 3,10 my fue construida con ladrillos, con losas de piedra formando el techo. Los montículos de tierra revestidos con piedras demuestran la continuación de la tumba estilo Goguryeo pero la ropa formal muestra el estilo Tang, lo que implica que el coreano Balhae aceptó activamente la cultura china Tang.  Originalmente había 12 murales que representaban personas en las paredes traseras del pasaje interno y en las paredes norte, este y oeste de la cámara funeraria. La cámara está rodeada por cuatro murales en cada pared, que representan a trece personas en acción, como guerreros (3), asistentes de cámara, músicos y sirvientas, vestidos con túnicas rojas, azules, amarillas, moradas y marrones. Los murales mostraban la imagen del pueblo Balhae en su totalidad por primera vez.

### Goryeo(918–1392)
La arquitectura de Goryeo se define como el período entre el siglo X y el siglo XIV. Gran parte de la arquitectura de este período estaba relacionada con la religión y estaba influenciada por el poder político/reino. Muchos edificios, como magníficos templos budistas y pagodas , se desarrollaron en función de las necesidades religiosas, ya que el budismo desempeñaba un papel importante en la cultura y la sociedad de la época. Es lamentable que haya sobrevivido poco hasta nuestros días, ya que la mayor parte de la arquitectura de este período se construyó con madera. Además, la capital de la dinastía Goryeo se basó en Kaesong , una ciudad en la actual Corea del Norte. Su ubicación ha dificultado que muchos historiadores de Corea del Sur estudien y analicen la arquitectura de esta época.
Pocas estructuras de madera restantes del período Goryeo tardío en Corea del Sur nos muestran corchetes significativamente más simples que los de la arquitectura del período joseon. La coloración brillante y suave de estas estructuras se había desarrollado aún más desde la era de los Tres Reinos 

### Joseon(1392-1910)

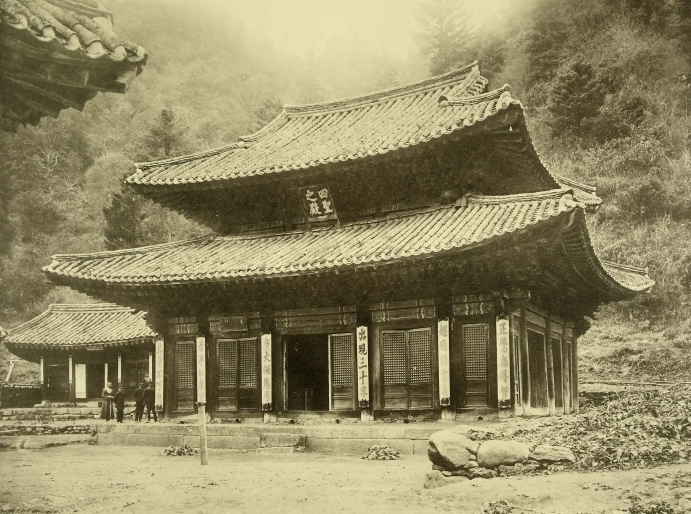
templo de yangan sa en el monte geumgang

La arquitectura de Joseon se define desde el siglo XIV hasta principios del siglo XX. La fundación de la dinastía Joseon en 1392 llevó al poder a hombres de ideas afines inmersos en las doctrinas del neoconfucianismo , que se había infiltrado lentamente en Corea desde China en el siglo XIV. Esto marcó el comienzo de un nuevo entorno que era relativamente hostil al budismo, lo que provocó que el estado cambiara gradualmente su patrocinio de los templos budistas a las instituciones confucianas. A lo largo de la dinastía temprana, el ímpetu para reformar la sociedad según las líneas neoconfucianas condujo a la construcción de hyanggyo.(escuelas locales) en Seúl y numerosas ciudades provinciales. Aquí, los hijos de la aristocracia se prepararon para las carreras del servicio civil en una atmósfera de aprendizaje confuciano. Aunque estas instituciones perduraron hasta el final de la dinastía, comenzaron a caer en desgracia a mediados del siglo XVI por una variedad de razones. Entre estos, el aumento de la población hizo que las perspectivas de una carrera en el servicio civil fueran menos probables que en años anteriores. Además, a medida que la aristocracia yangban maduró en su comprensión del neoconfucianismo, se volvieron más selectivas en la calidad y el tipo de instrucción que favorecían para sus hijos. Como resultado, las academias confucianas privadas ( seowon ) suplantaron gradualmente a los hyanggyos y se convirtieron en un elemento básico de la vida aristocrática rural hasta el final de la dinastía.

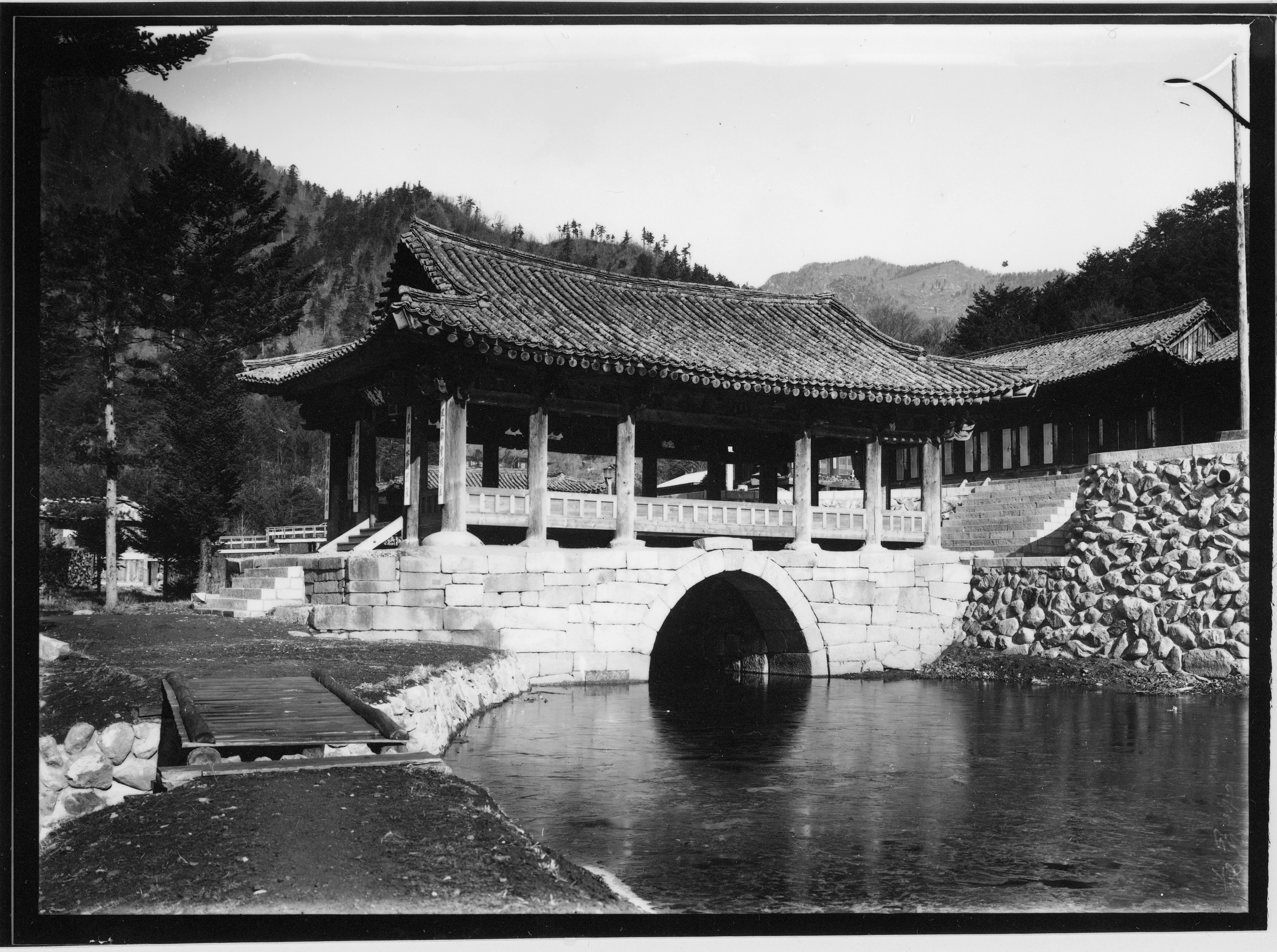
entrada de yuyomsa, corea del norte
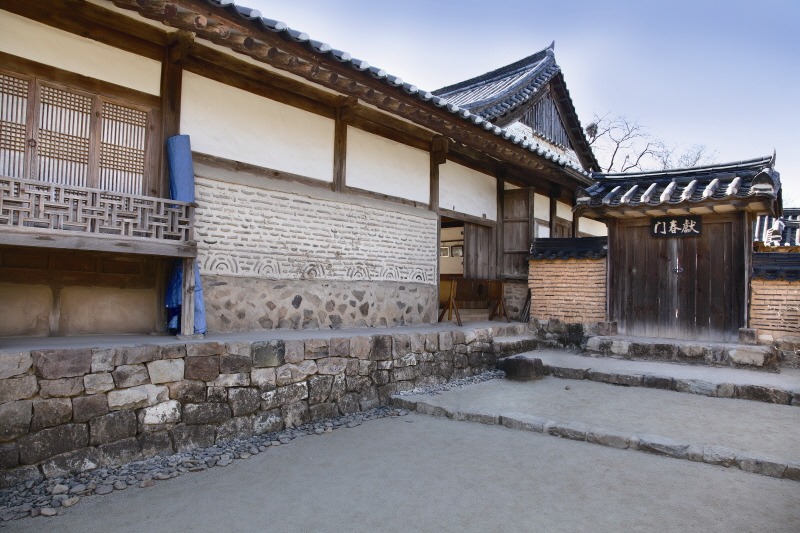
interior de un hanok "sarang-chae"
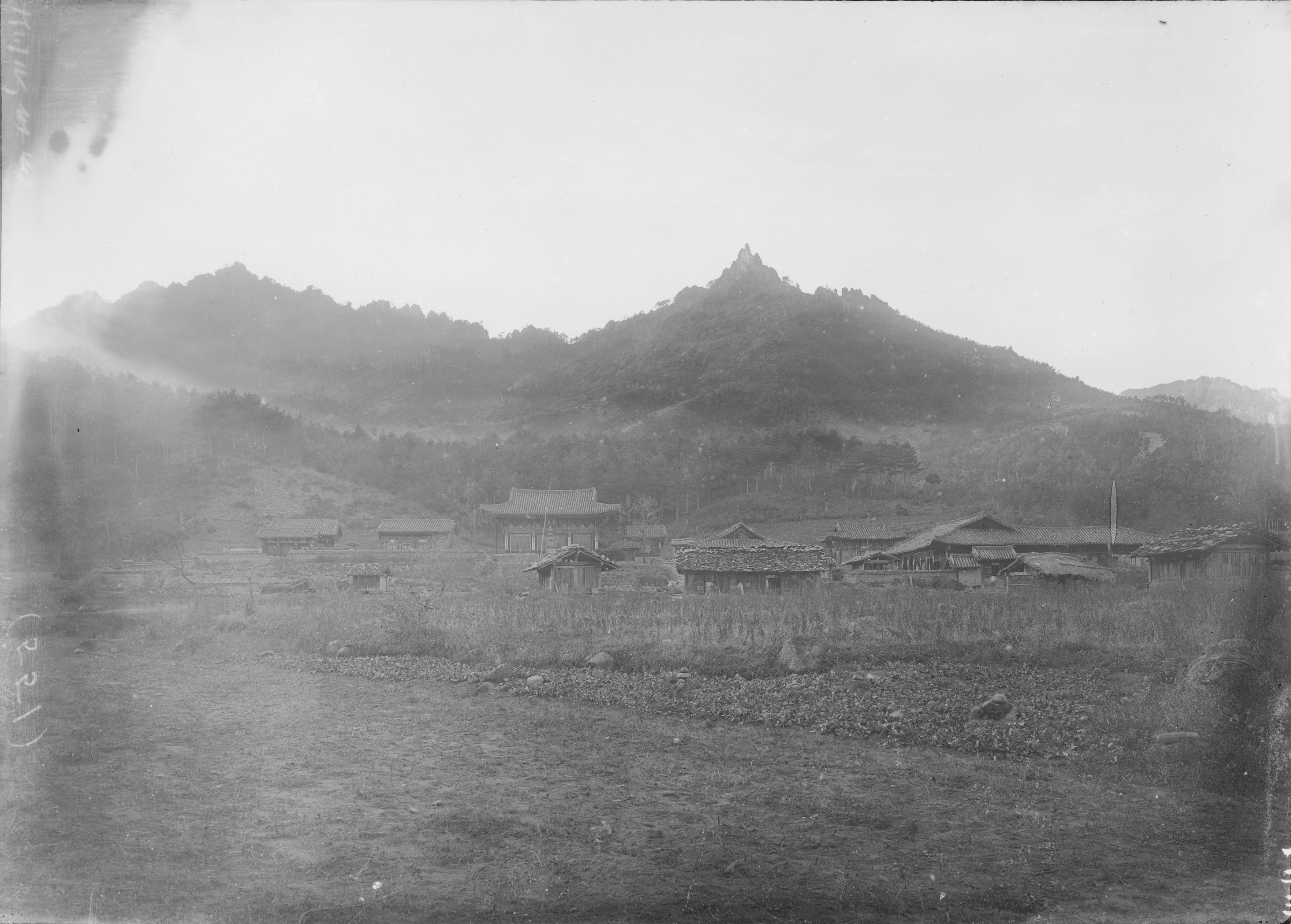

El neoconfucianismo inspiró nuevos paradigmas arquitectónicos. Jaesil, o salas conmemorativas del clan, se volvieron comunes en muchas aldeas donde las familias extendidas erigieron instalaciones para la veneración común de un antepasado lejano. Jongmyo, o santuarios conmemorativos, fueron establecidos por el gobierno para conmemorar actos excepcionales de piedad o devoción filial. Incluso más allá de estos arquetipos, la estética del neoconfucianismo, que favorecía la practicidad, la frugalidad y la armonía con la naturaleza, forjó un estilo arquitectónico consistente en toda la sociedad coreana.
Las murallas de la ciudad más famosas son las de Seúl y Suwon. El muro de piedra de la capital, construido en 1396 y reconstruido en 1422, tenía más de 18 kilómetros de largo (16 kilómetros de los cuales quedan o fueron restaurados) y tenía ocho puertas (incluida Namdaemun, la Puerta Sur); La muralla de la ciudad de Suwon, terminada en 1796, fue un modelo de los métodos de construcción en Asia en ese momento, ya que se benefició de la influencia y las técnicas occidentales

## Arquitectura religiosa
La construcción de templos budistas se llevó a cabo con entusiasmo después que el budismo fue introducido en el año 372 desde China. Una serie de excavaciones en 1936-1938 desenterró los sitios de varios templos importantes cerca de Pionyang, incluidas las de Ch'ongam-ri, Wono ri-ri-y Sango. Las excavaciones revelaron que los templos fueron construidos en un estilo Goguryeo conocido como tres pabellones-una Pagoda, con una sala en el este, oeste y norte, y una puerta 
de entrada al sur. En la mayoría de los casos, las pagodas Centural tenían un plan octagonal. Se comenta que los palacios construidos siguieron esta distribución.
Baekje fue fundada en el año 18 aC y su territorio incluía la costa oeste de la península coreana. Después de la caída de reinado Nangnang Unido, Baekje estableció relaciones con China y Japón. Grandes templos fueron construidos durante este tiempo. La primera pagoda de piedra del templo Mireuksa en el condado de Iksan es de particular interés porque muestra las características de transición de una pagoda de madera a una de piedra. Baekje asimiló diversas influencias y expresó su derivación de los modelos chinos. Más tarde, los elementos importantes del estilo arquitectónico de Baekje fueron adoptados por Japón.

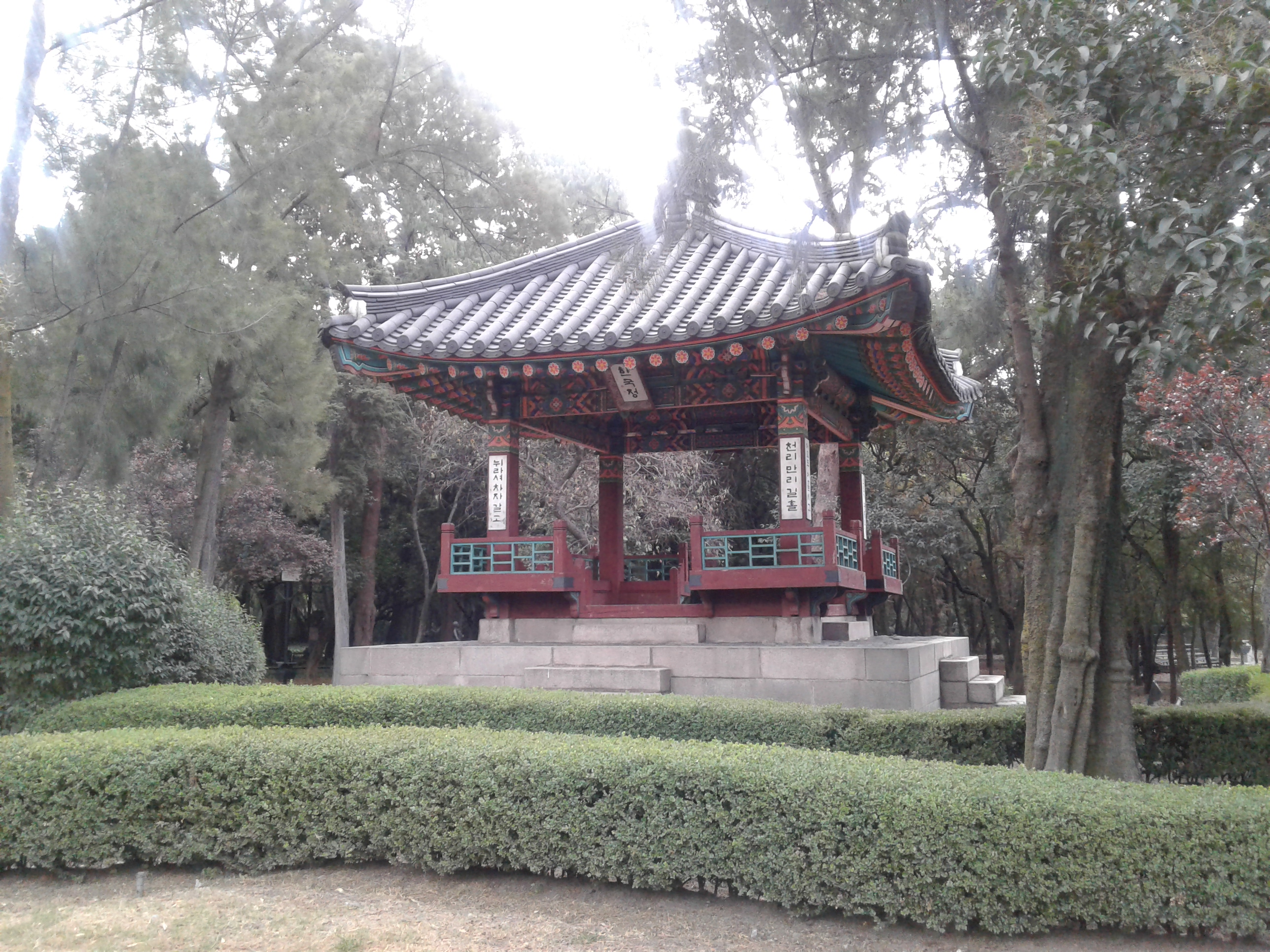
Pabellón coreano, CDMX.

Baekje fue fuertemente influenciado por Goguryeo, así como por el sur de China. Al expandirse hacia el sur, trasladando su capital a Ungjin (en la actualidad, Kongju) en 475 y a Sabi (actualmente  un condado coreano Buyeo) en el año 538, su arte se hizo más rico y refinado que el de Goguryeo. También es característico de la arquitectura Baekje es el uso de diseños curvilíneos. Aunque no se conservan edificios Baekje - de hecho, no queda ahora ninguna estructura de madera de ninguno de los tres reinos - es posible deducir del templo Horyuji de Japón, que los arquitectos Paekche y técnicos ayudaron a construir, que la arquitectura Baekje tuvo un florecimiento pleno después de la introducción del budismo en el 384. Lo que queda en los sitios de construcción, baldosas estampadas y otras reliquias, así como las pagodas de piedra que han sobrevivido a los estragos del tiempo, da testimonio de la cultura altamente desarrollada de Baekje.

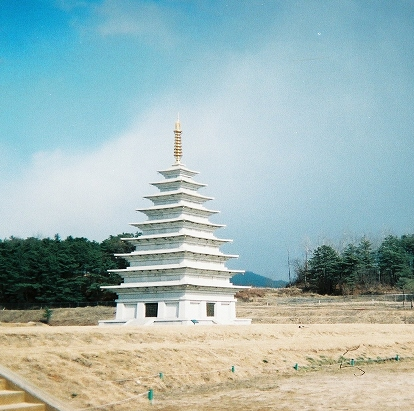
Reconstrucción de pagoda oriental de piedra que se remonta al reino de Baekje era en la Mireuksa Templo.

El sitio del templo Miruksa, el más grande de Baekje, fue excavado en 1980 en Iksan, en la provincia de Chollabuk-do. La excavación reveló diversos aspectos desconocidos sobre la arquitectura Paekche. Una pagoda de piedra en el templo Miruksa es una de las dos pagodas Paekche existentes; esta es también la más grande, además de ser la más antigua de todas las pagodas coreanas. El templo Miruksa tenía un arreglo inusual de tres pagodas erigidas en una línea recta que va de este a oeste, cada una con una sala a su norte. Cada pagoda y la sala parecen haber sido rodeadas por corredores cubiertos, dando la apariencia de tres templos separados de un estilo llamado un Hall-una pagoda. Mientras que la pagoda central estaba construida de madera, las otras dos estaban construidas de piedra. Los sitios de una gran sala principal y una puerta central fueron desenterrados en el norte y sur de la pagoda de madera.

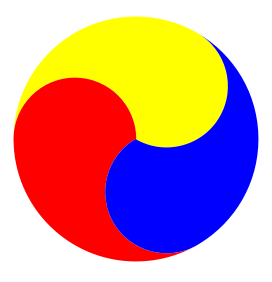
Taegeuks se ven comúnmente en grabado en Arquitectura Coreana.

Cuando el sitio de Chongnimsa templo fue excavado en 1982, en donde también se encontraba una pagoda Baekje ya existente, los restos de una sala principal y una sala de conferencias se encontraban en el eje principal, uno detrás de otro fueron desenterrados en el norte de la pagoda. Los restos de una puerta mediana, una puerta principal y un estanque se encontraban sobre el eje principal, uno tras otro, también fueron descubiertos hacia el sur. Se encontró que el templo estaba rodeado por corredores de la puerta mediana a la sala de conferencias. Este estilo de Pagoda fue típico de Baekje, en el tiempo en que se realizaban las excavaciones del templo en Kunsu-ri y el templo Kumgangsa en Buyeo en 1964. Las obras de construcción del templo de Kumgangsa, sin embargo, estaban orientadas en el eje principal que va de este a oeste en lugar de norte a sur.
Silla fue el último de los tres reinos en convertirse en un reino de pleno derecho. Templos budistas fueron construidos en Silla. Uno de los ejemplos bien conocidos de la arquitectura de Sillan es Cheomseongdae, se afirma que es el primer observatorio de piedra en Asia. Fue construido durante el reinado de la Reina Seondeok de Silla (632-646). La estructura es conocida por su forma única y elegante.
Silla cayó bajo la influencia budista después de 527. Desde que el templo fue separado de China por Goguryeo o Baekje, la influencia cultural de China se diluyó. Esto probablemente explica el retraso en su desarrollo cultural en comparación con los otros dos reinos.
Uno de los templos más antiguos Shilla, el templo Hwangnyongsa fue excavado y estudiado sistemáticamente en 1976, y se encontró que el sitio tenía una magnitud considerable. Se encontraba en un recinto amurallado cuadrado, el lado más largo media 288 metros. El área encerrada por corredores independientes era de unos 19.040 metros cuadrados. El Sagi Samguk (Memorias de los Tres Reinos) registra la existencia de una pagoda de madera de nueve pisos construida en ese lugar en el año 645, la cual constaba de unos 80 metros de altura por la escala actual. También se tiene registro de una gran imagen de Sakyamuni Buda construida en el salón principal;el pedestal en el que se encontraba de piedra que aún permanece. Construido a mediados del siglo VI, el templo Hwangnyongsa tuvo un florecimiento de más de 680 años durante los cuales los pasillos fueron cambiadas varias veces. En su mejor momento, inmediatamente antes de la unificación de la península en el año 668, se ordenó al estilo tres pabellones-una Pagoda, el cual era muy diferente al modelo un Hall-una Pagoda del templo Miruksa de Baekje.
Otro importante templo Silla fue Bunhwangsa, en el sitio en donde sigue en pie tres pisos de lo que se registra fue una pagoda de nueve pisos. Como muestran los restos, la pagoda fue hecha de piedras cortadas para parecerse a los ladrillos. Un conjunto de pilares de piedra asta además de otras reliquias de piedra también se mantienen.

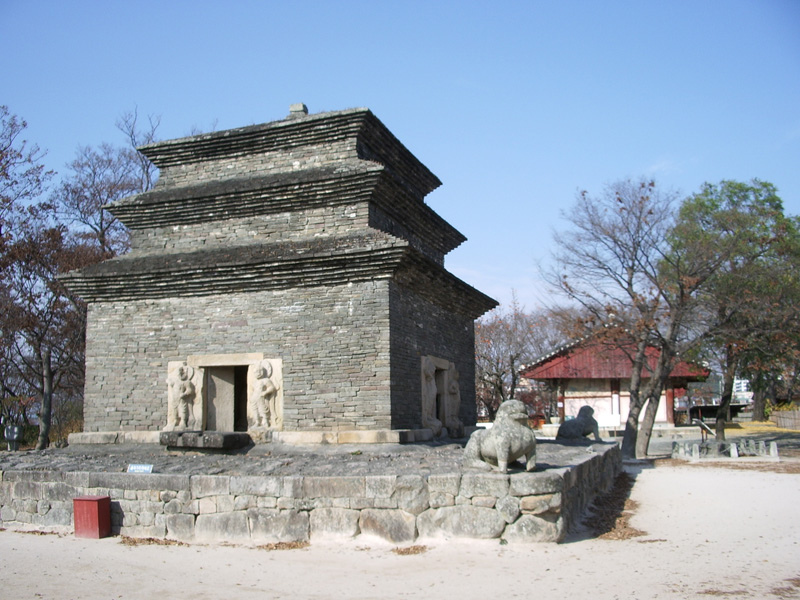
Bunhwangsa: Templo pagoda de Bunhwang. Se cree que esta pagoda vez estuvo siete o nueve historias basadas en registros históricos.
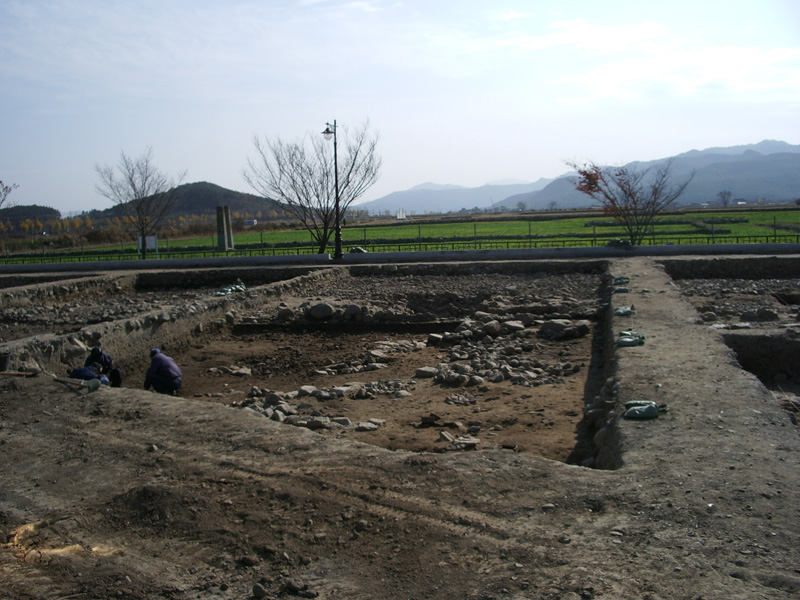
Sitio de excavación, Templo de Bunhwang.
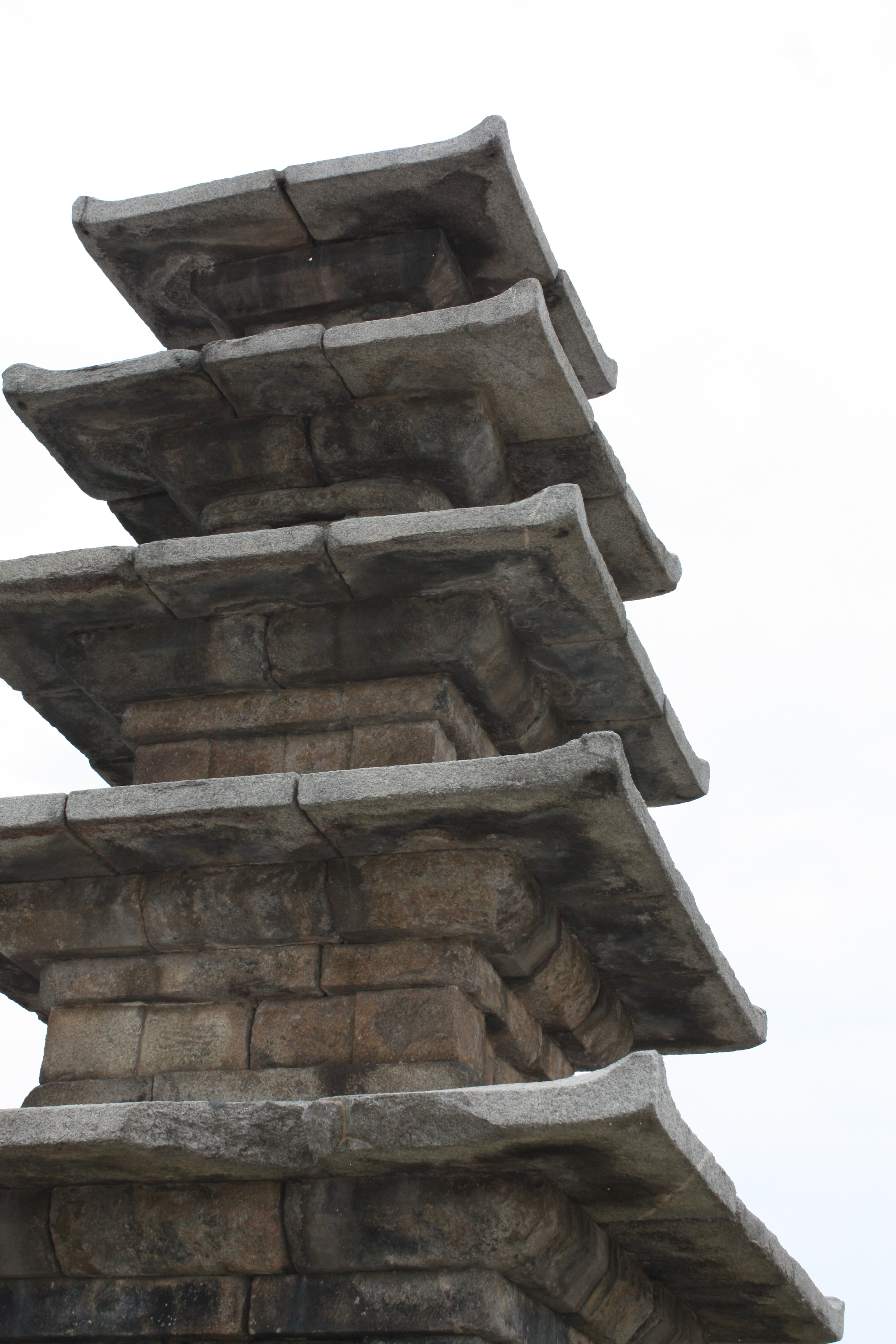
Templo Pagoda de Chong Kim, una de las más antiguas pagodas sobrevivientes en Corea. Período Baekje, Buyeo, Corea del Sur.
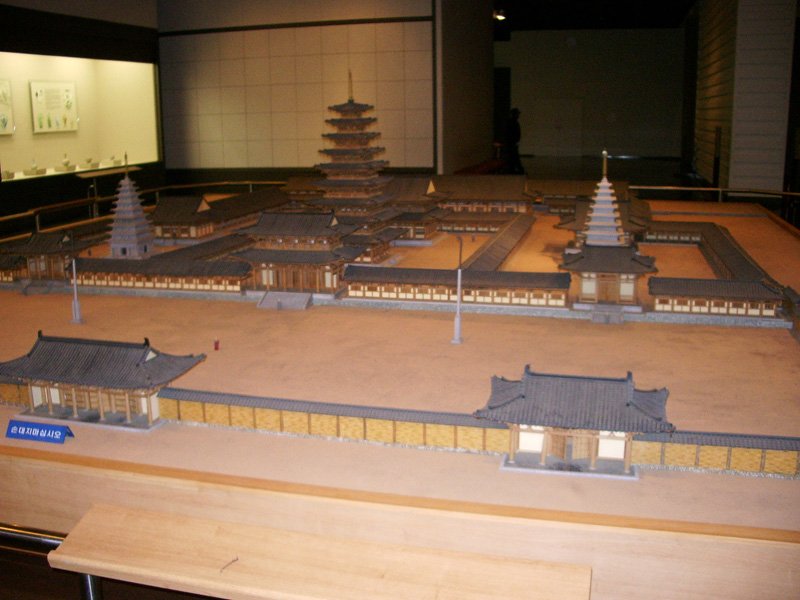
Reconstrucción en miniatura del templo Mireuk, Iksan, Corea del Sur. 7 º siglo.
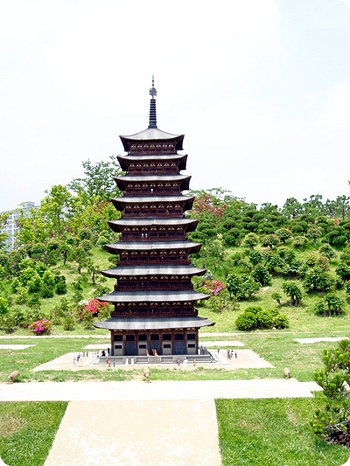
Una reconstrucción de la gran pagoda del templo Hwangyong.
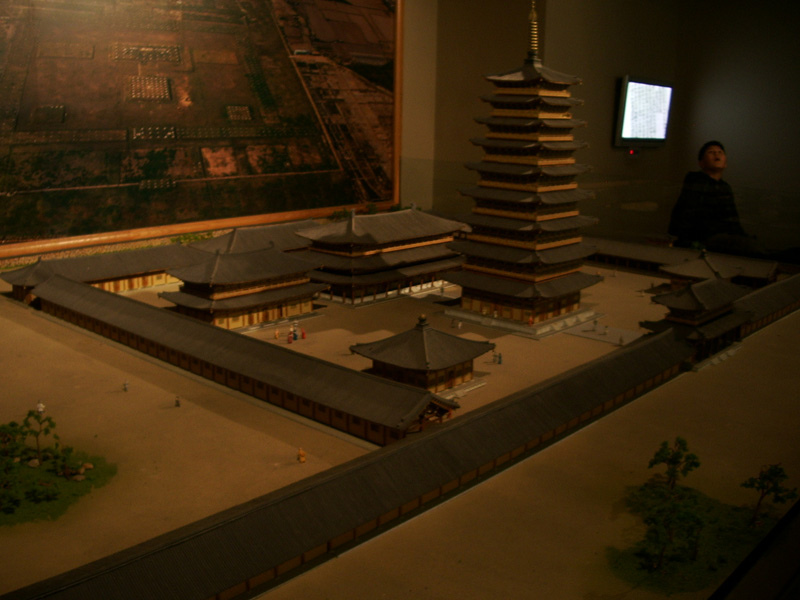
Miniatura reconstrucción del Templo Hwangnyong, Siglo VI.
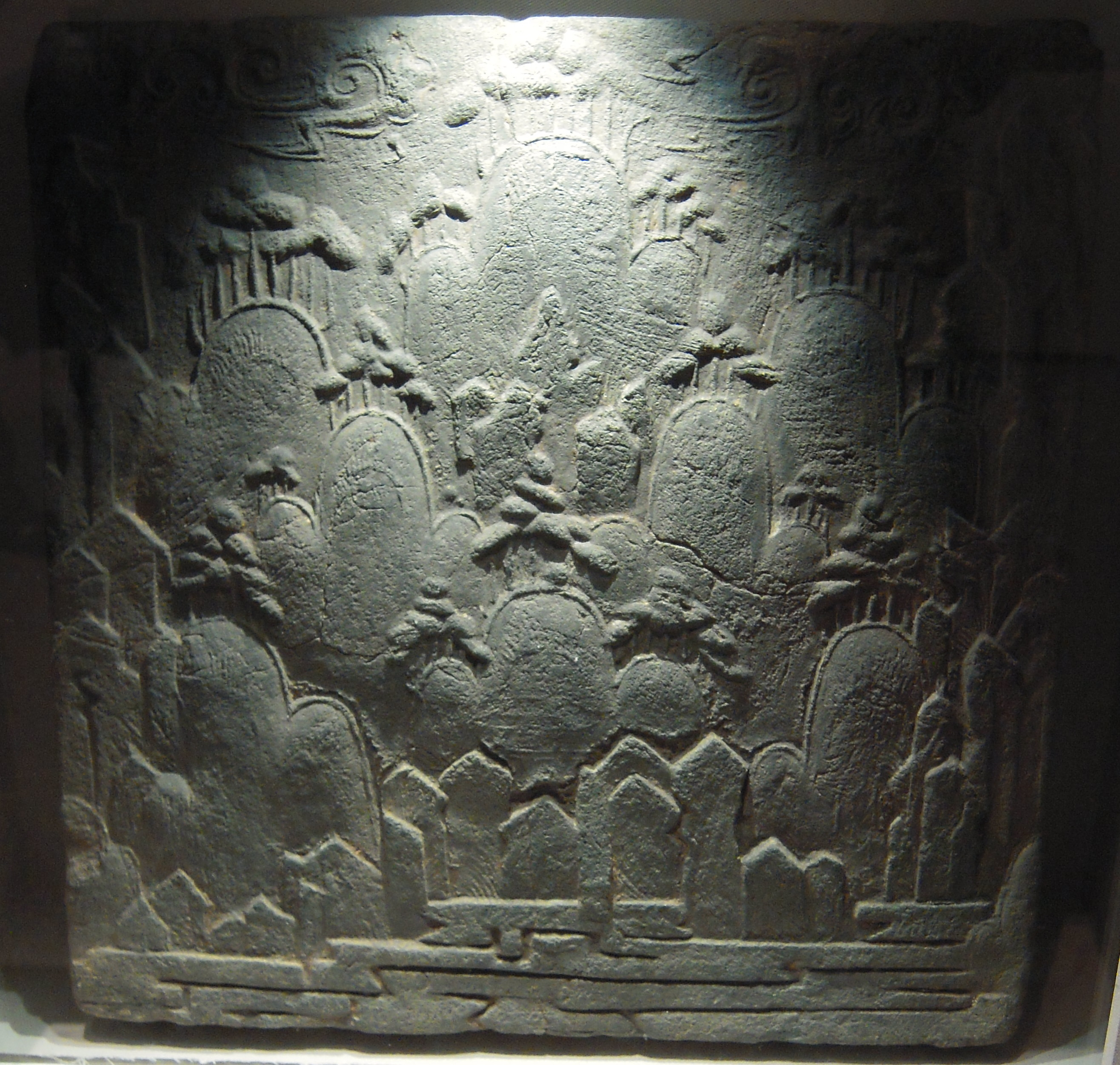
Silueta de un edificio de dos aguas, tal vez un templo o ermita en el primer plano de un ladrillo de un templo excavado Baekje.